# الكتاب الأقدس
الكتاب الأقدس هو أمّ الكتاب في الدين البهائيّ، أنزّل باللّغة العربية من قلم بهاء الله وهو جوهر ولبّ الآثار البهائيّة الكتابية. ذلك الكتاب الّذي ستبقى أحكامه سارية إلى ما لا يقلّ عن ألف سنة- حسبما نص بهاء الله على ذلك كتابةً - والّذي سيسود نظامه الكوكب الأرضي بأسره. «فهو أعظم ما فاض به الوحي الإلهي على بهاء الله، وأمّ الكتاب لدورته، ودستور نظامه العالميّ الجديد».
ويشتمل الكتاب على التشريع البهائي من الحدود والتعاليم والأحكام والفضائل الإنسانية الآخرى؛ وأسُس تشييد مؤسّسات مقدر لها تأسيس نظام عالميّ قوامه مبادئ روحانيّة وأخلاقيّة. إنّه أحد آثار بهاء الله الغزيرة التي تتألف مما لا يقل عن مائة مجلد في شئون عدة في شتى المعارف الروحانية والإنسانية منهاما يتعلق بالأحكام والمبادئ المتعلّقة بسلوك الفرد والحُكم والمجتمع، والكتابات العرفانيّة في رقيّ الأرواح ورحلتها الأبديّة نحو الله.
والكتاب الأقدس يشتمل على نصّ الكتاب وبعضاً من آثار بهاء الله الّتي تُعدّ من ملحقات الكتاب، ورسالة سؤال وجواب، وخلاصة أحكام الكتاب الأقدس وأوامره، وشرحًا لآياته، وفهرسًا عامًّا.

## أحكام الكتاب الأقدس
أما أحكام الكتاب الأقدس ذاتها، فهي تنقسم إلى ثلاثة أقسام: فمنها ما يحكم علاقة الإنسان بالله، ومنها ما ينتفع به الأفراد أنفسهم، ومنها ما يحكم الرّوابط بين الناس، وبينهم وبين المجتمع. ويمكن ترتيب هذه الأحكام في أربعة أبواب: باب العبادات نحو الصلاة والصوم والحج، وباب الأحوال الشّخصيّة متمثلة في الزواج والطلاق، وباب الوصايا والأوامر والنّواهي ومنها الفضائل الإنسانية، إطاعة الحكومة، عدم التدخل في الشئون والانضمام للأحزاب السياسية، وباب النّواسخ لأحكام سابقة مثل حد السرقة وغيرها من الحدود. أمّا أبرز خصائص هذه الأحكام فهو إيجازها الشّديد، وذلك أنّها نواة تشريع مفصّل واسع النّطاق سيسنّه بيت العدل الأعظم على مرّ القرون المقبلة، بموجب السّلطة الّتي خوّلها له بهاء الله. وقد بيّن عبد البهاء ذلك بقوله:
«إنّ المسائل الكليّة الّتي هي أساس شريعة الله منصوص عليها في الكتاب، أمّا الفروع فمرجعها إلى بيت العدل. والحكمة في ذلك أنّ الزّمان لا يبقى على منوال واحد، فالتّغيّر والتّبدّل من خصائص ولوازم الإمكان والزّمان والمكان. ولهذا يتولّى بيت العدل إجراء ما يقتضيه الحال...»

## التدوين والعهد والميثاق
لقد أُنزل الكتاب الأقدس كاملاً باللّغة العربيّة، ودونت الآيات في حينها؛ حيث «يرى البهائيون أن ما قد يميز دينهم عن الأديان السابقة، أو الظهوارت السابقة، هو التدوين: تدوين وتوثيق النصوص والألواح والآيات وقت نزول الوحي بما في ذلك تلك النصوص الخاصة بالعهد والميثاق، وتدوين التاريخ في زمن وقوع الأحداث».
فالآثار الكتابيّة المتعدّدة للباب، وألواح عبد البهاء وتفاسيره ورسائل شوقي أفندي وتفسيراته هي مصادر مقدّسة موثــّــقة ومعتمدة بالنّسبة للبهائيّين، كما هو منصوص عليه في العهد والميثاق البهائي.
وبرغم أنه لا يوجد رجال دين في البهائية وظيفتهم التفسير والدعوة أو التبشير، فإن فهم الكتاب الأقدس- كغيره من الكتابات البهائية – ليس عسيرا؛ وذلك وفقاً للنّظام الّذي وضعه بهاء الله وأوثق عروته بأحكام شريعته. ويرتكز هذا النّظام أساساً – كما جاء في الألواح والآثار البهائية على الدّور الفذّ الّذي أسنده بهاء الله إلى ابنه الأرشد عبد البهاء الذي كان واضحا من الكتابات البهائية بما فيها ما يخص العهد والميثاق وسيرة حياته أنه المثل الأعلى لنمط الحياة الّتي أمر الله بها في كتابه، وهو المبيّن الملهم لتعاليمه، وهو مركز ومحور العهد والميثاق الّذي أبرمه بهاء الله في كتاباته. وفي أحد ألواح وكتابات عبد البهاء، حدّد في كتاب وصاياه وظيفتيّ التّفسير والتّشريع: فأوصى بولاية أمر الله لحفيده الأرشد، شوقي أفندي، وعيّنه من بعده المبيِّن المعصوم لتعاليم هذا الدّين المجيد، ثمّ عاد فأكّد السّلطة التّشريعيّة والهداية الرّبّانيّة، اللّتين خصّ بهما بهاء الله بيت العدل الأعظم في كل الأمور «الّتي لم ينصّ عليها الكتاب صراحة». «وعلى هذا الأساس يمكن اعتبار ولاية أمر الله وبيت العدل الأعظم معاً – كما اعتبرهما وليّ أمر الله نفسه –» خلافة ثنائيّة«لبهاء الله وعبد البهاء؛ فهما معاً المرجع الأسمى والسّلطة العليا للنّظم الإداريّ البديع الّذي وضع أساسه وبشّر بقيامه الكتاب الأقدس، ثمّ فصّله مركز العهد والميثاق في كتاب وصاياه».
فقد نص بهاء الله في كتاب أحكامه "الكتاب الأقدس" - الذي أنزل في عام 1863 - على إنشاء هذه المؤسسة"؛ قائلاً: "وبما أنّ كلّ يوم يقتضي أمراً وكلّ حين يستدعي حكمةً فلذلك ترجع الأمور إلى بيت العدل ليقرّر ما يراه موافقاً لمقتضى الوقت. وَالَّذِينَ يَقُومُونَ عَلَى خِدْمَةِ الأَمْرِ لِوَجْهِ اللهِ أُولَئِكَ مُلْهَمُونَ بِالإِلْهَامَاتِ الْغَيْبِيَّةِ".
وحالياً، تعمل مؤسسة بيت العدل الأعظم منذ إنشاءها في عام 1963- وإلى أن يشاء الله في المجيء القادم وظهور مظهر إلهي ودين جديد، لكن ليس قبل إتمام ألف عام! فقد نص بهاء الله على ذلك صراحةً بقوله: «من يدّعي امراً قبل اتمام الف سنة كاملة انّه كذّاب مفترٍ نسئل الله بان يؤيّده على الرّجوع ان تاب انّه هو التّوّاب وان اصرّ على ما قال يبعث عليه من لا يرحمه انّه شديد العقاب. من يأوّل هذه الاية أو يفسّرها بغير ما نزّل في الظّاهر انّه محروم من روح الله ورحمته الّتي سبقت العالمين. خافوا الله ولا تتّبعوا ما عندكم من الاوهام اتّبعوا ما يأمركم به ربّكم العزيز الحكيم. سوف يرتفع النّعاق من أكثر البلدان اجتنبوا يا قوم ولا تتّبعوا كلّ فاجر لئيم. هذا ما اخبرناكم به اذ كنّا في العراق وفى ارض السّرّ وفى هذا المنظر المنير».

## التعايش السلمي مع الآخر
يحث بهاء الله على التعايش السلمي بصرف النظر عن المعتقد، فقد قال في كتاب الأقدس: «عاشروا مع الاديان بالرّوح والرّيحان ليجدوا منكم عرف الرّحمن ايّاكم ان تأخذكم حميّة الجاهليّة بين البريّة كلّ بدء من الله ويعود اليه انّه لمبدء الخلق ومرجع العالمين».
وفي مسعاهم لتحقيق التعايش السلمي بالروح والريحان، تقوم الجامعة البهائية وبهدايات بيت العدل الأعظم بعدة فعاليات ومبادرات على المستوى العالمي والقومي والمحلي في المدن والأحياء.
فعلى المستوى العالمي، هناك تمثيل للبهائيين في الأمم المتحدة باسم الجامعة البهائية العالمية، «وهي تمثّل المجتمع البهائيّ في جميع أنحاء العالم، والذي يتكوّن أعضاؤه من كلّ جنسية وخلفية دينية وثقافية واقتصاديّة واجتماعيّة، وهو يشكّل نموذجًا عن الإنسانيّة جمعاء. فقد تمّ تسجيل» الجامعة البهائيّة العالميّة«كمنظّمة غير حكوميّة في منظمة الأمم المتّحدة عام ١٩٤٨، وتتمتّع حاليًا بالصفة الاستشاريّة في المجلس الإقتصادي والإجتماعي (ECOSOC)، ومنظّمة الأمم المتّحدة للطفولة (UNICEF)، بالإضافة إلى صفة إعتماديّة مع برنامج الأمم المتحدة للبيئة (UNEP)، ودائرة المعلومات العامّة في الأمم المتّحدة. وتتعاون» الجامعة البهائيّة العالميّة«مع الأمم المتّحدة ووكالاتها المتخصّصة، إلى جانب تعاونها مع الدول الأعضاء، والمنظّمات الحكوميّة وغير الحكوميّة، والوسط الأكاديمي، وأصحاب المهن المتخصّصين. فـ» الجامعة البهائيّة العالميّة«، لها نشاط في مختلف المجالات العالميّة بواسطة مكاتبها القائمة في نيويورك وجنيف إلى جانب مكاتبها الإقليميّة في أديس أبابا وبروكسِل وجاكارتا، وهي تقوم بمدّ يد العون والمؤازرة لمنظمة الأمم المتحدة ووكالاتها».

## الأقدس والنواميس السابقة
ينفرد الكتاب الأقدس – من بين نيِّف ومائة مجلّد جُمعت فيها كتابات بهاء الله – بأهمّيّة فذّة؛ ذلك أنّ «تعمير العالم» بوحدة الجنس البشري هو غاية الدّين البهائيّ ومحور رسالته، والكتاب الأقدس هو دستور هذه الوحدة وعماد الحضارة الجديدة، حضارة تنعم بوحدة الجنس البشري، المقبلة الّتي جاء هذا الدّين ليرفع قوامها، ولو أنّ الأحكام المنزّلة فيه ترتكز إلى ذات الأساس المتين الّذي أرسته الأديان السّابقة، مصداقاً لقول بهاء الله: «هذا دين الله من قبل ومن بعد»، إلاّ أنّ الفكر الدّينيّ السّاطع من تعاليمه قد ارتقى في هذا الدّور البديع إلى مستويات من السّموّ لم تبلغها الإنسانية من قبل، كما طوّرت أحكامه النّواميس الاجتماعية على نحو يلائم مقتضيات العصر، لكي تقود البشريّة قدماً نحو آفاق جديدة من الحضارة والازدهار.
لقد جاء الكتاب الأقدس مصدّقاً للأديان السّماويّة السّابقة، فثبّت الحقائق الجوهرية الخالدة الّتي جاء بها جميع الرّسل والأنبياء في الماضي؛ ونادى بوحدانيّة الله، والتأكيد على الوصايا العشرة، والمحبة والسلام، كما أبرز مبدأ وحدة الجنس البشري ليتحقق وعد الله وهدف وجود الإنسان بتعمير الأرض والعيش في سلام؛ فحثّ على حب الخير، وأمر بالمودّة بين النّاس، وحضّ على البرّ والتّقوى، واعتبر السموّ الرّوحانيّ وحسن الأقوال والأعمال – على وجه العموم – غاية الحياة الدّنيا ومأربها. وفي نفس الوقت ذاته نسخ أحكام الشّرائع السّابقة الّتي استنفدت أغراضها، وأضحت عائقاً يحول دون تحقيق وحدة الجنس البشر، وإعادة بناء المجتمع الإنسانيّ وفقاً لما يقتضيه تغيّر الزّمان، وما تتطلّبه احتياجات العصر.
وعليه، فإنّ البهائيّين يعترفون بالكتاب المقدّس والقرآن الكريم والكتب المقدّسة لسائر الأديان السّماويّة الأخرى على أنّها آثار مقدّسة.

## بهاء الله مخاطباً ملوك العالم
ككتاب تشريع ديني، ولم يكتفِ بهاء الله بالإعلان عن دعوته صراحةً للعامة، بل خاطب في بعض الفقرات الملوك والرؤساء آن ذلك. فنجد مثلا من الفقرة 81 إلى الفقرة 90 آيات تتحدث عن دعوته ودعوتهم للإيمان به، مخاطباً إياهم تارةً كقادة للدول في قوله " يا معشر الملوك قد نزّل النّاموس الأكبر في المنظر الأنور وظهر كلّ امر مستتر من لدن مالك القدر الّذي به اتت السّاعة وانشقّ القمر وفصّل كلّ امر محتوم " وتارة أخرى خاطب بعضهم كحكام لبلادهم في افريقيا، وأوروبا، وأمريكا. ولم تكن هذه هي المرة الأولى التي يوجه آياته وتحذيراته للملوك والرؤساء والسلاطين. "ففي خلال سجنه ونفيه، أرسل بهاء الله رسائل ومجموعة ألواح إلى الملوك والسلاطين، كالسلطان العثماني وشاه إيران، يُنْبِئُهم، ويدعوهم، ويحذرهم في كثير من الأحيان؛ يُنْبِئُهم بأنه تلقى الوحي الإلهي، وبأنه النبأ العظيم؛ ويدعوهم إلى الإيمان بدعوته؛ ويحذرهم مما قد يحدث لهم حالة عدم إيمانهم. وإلى شاه إيران على سبيل المثال، نرى النص التالي الذي ينبأه بهاء الله بنزول الوحي عليه وخاطبه قائلا:
"يَا مَلِكَ الأَرْضِ اسْمَعْ نِداءَ هذَا المَمْلُوكِ إِنِّي عَبْدٌ آمَنْتُ بِاللهِ وَآياتِهِ وَفَدَيْتُ نَفْسِي فِي سَبِيلِهِ وَيَشْهَدُ بِذلِكَ ما أَنَا فيهِ مِنَ البَلايا الّتي ما حَمَلَها أَحَدٌ مِنَ العِبادِ وَكانَ رَبِّي العَلِيمُ عَلَى ما أَقُولُ شَهِيداً، مَا دَعَوْتُ النَّاسَ إِلاّ إِلى اللهِ رَبِّكَ وَرَبِّ العَالَمِينَ وَوَرَدَ عَلَيَّ فِي حُبِّهِ مَا لا رَأَتْ عَيْنُ الإِبْداعِ شِبْهَها ... يَا سُلْطانُ إِنِّي كُنْتُ كَأَحَدٍ مِنَ العِبادِ وَرَاقِدَاً عَلَى المِهَادِ مَرَّتْ عَلَيَّ نَسَائِمُ السُّبْحانِ وَعَلَّمَنِي عِلْمَ مَا كَانَ لَيْسَ هذا مِنْ عِنْدِي بَلْ مِنْ لَدُنْ عَزِيزٍ عَلِيمٍ، وَأَمَرَنِي بِالنِّدَاءِ بَيْنَ الأَرْضِ وَالسَّمآءِ وَبِذلِكَ وَرَدَ عَلَيَّ مَا تَذَرَّفَتْ بِهِ عُيونُ العَارِفِينَ، مَا قَرَأْتُ مَا عِنْدَ النَّاسِ مِنَ العُلُومِ وَمَا دَخَلْتُ المَدَارِسَ فَاسْئَلِ المَدِينَةَ الَّتِي كُنْتُ فِيها لِتُوقِنَ بِأَنِّي لَسْتُ مِنَ الكَاذِبِينَ، هذا وَرَقَةٌ حَرَّكَتْها أَرْياحُ مَشِيَّةِ رَبِّكَ العَزِيزِ الحَمِيدِ هَلْ لَهَا اسْتِقْرارٌ عِنْدَ هُبوبِ أَرْياحٍ عَاصِفاتٍ؟ لا وَمَالِكِ الأَسْمآءِ وَالصِّفَاتِ بَلْ تُحَرِّكُهَا كَيْفَ تُريدُ، لَيْسَ لِلْعَدَمِ وُجُودٌ تِلْقَاءَ القِدَمِ قَدْ جَاءَ أَمْرُهُ المُبْرَمُ وَأَنْطَقَنِي بِذِكْرِهِ بَيْنَ العَالَمِينَ، إِنِّي لَمْ أَكُنْ إِلاَّ كَالمَيِّتِ تِلْقَاءَ أَمْرِهِ قَلَّبَتْنِي يَدُ إِرَادَةِ رَبِّكَ الرَّحْمنِ الرَّحِيمِ، هَلْ يَقْدِرُ أَحَدٌ أَنْ يَتَكَلَّمَ مِنْ تِلْقَاءِ نَفْسِهِ بِما يَعْتَرِضُ بِهِ عَلَيْهِ العِبَادُ مِنْ كُلِّ وَضِيعٍ وَشَرِيفٍ؟ لا فَوَالَّذِي عَلَّمَ القَلَمَ أَسْرَارَ القِدَمِ إِلاّ مَنْ كانَ مُؤَيَّداً مِنْ لَدُنْ مُقْتَدِرٍ قَدِيرٍ".

## نزول الوحي باللغة العربية
«ولا يفوت القارئ ما ينطوي عليه اختيار بهاء الله اللّسان العربيّ ليكون لغة الصّلاة الّتي أمر بها، ولغة تنزيل أمّ الكتاب لشريعته، ولغة أصول أحكامه الّتي ترسي قواعد نَظْم الحضارة العالميّة المقبلة مع أنّ العربيّة لم تكن لغة قومه. ورغم أنّ حضرته لم يتعلّمها على يد أحد، تشهد آثاره المباركة – وفي مقدّمتها الكتاب الأقدس ذاته – على مدى تمكّنه منها، وهيمنته عليها، وضلاعته فيها. ولم يكتفِ حضرته بتملّك زمامها فحسب، بل جاء أسلوبه فيها متميّزاً عن الجاري والمألوف بروحانية طابعه، ولفظه السّلس، وبلاغته الممتنعة، دون أن يخلو من الإبداع والتجديد، وقد فضّل حضرته استعمال اللّغة العربيّة في الكثرة الغالبة من آثاره، واستحسنها بوجه خاص في الألواح الّتي يقتضي عرض مطالبها الأساسيّة عمق المعنى ودقّة التعبير، كما حبّذ اختيارها كلغة عالميّة يتحدّث بها البشر جميعاً».

## وصلات خارجية
- الكتاب الأقدس (مكتبة المراجع البهائية)
- الكتاب الأقدس (alaqdas.org)
- يمكن قراءة نص كتاب الأقدس باللغة العربية على موقع المراجع البهائية